# Estefania Gutierrez Lazaro
Estefania Gutierrez Lazaro (také psaná Estefanía Gutiérrez Lázaro) (1973, Madrid – 14. července 1991, Madrid) byla španělská studentka, která zemřela za záhadných okolností. Její smrt je policií, doktory, i rodiči spojována s paranormálními jevy.

## Události po její smrti
Deštivé noci 27. listopadu 1992 zaznamenala tamní policejní stanice tísňové volání. Vrchní inspektor José Pedro Negri tvrdil, že zažil „řadu zcela nevysvětlitelných jevů“. Stejně tak někteří přátelé a rodinní příslušníci Estefanie tvrdí, že se s nimi po smrti stále stýká a projevuje se jim. Tyto příběhy mohou být způsobeny traumaty a parapsychologickými jevy.
Incidentem se zpětně zabývala španělská televizní show Cuarto Milenio, která v roce 2006 navštívila nové sídlo rodiny Gutierrezových a natočila s nimi rozhovor.
V roce 2017 byl případ smrti Estefanie nazvaný Vallecas uveden v kinech pod názvem Veronica.
V roce 2018 se inspektor José Pedro Negri i bratři Estefanie vyjádřili pro média.